# Sarkom
Sarkóm je malignom (rakava bolezen) mezodermalnih celic oziroma mezenhimskih tkiv. Gre za različna tkiva, ki zajemajo veziva, opornine (kostnina, hrustančevina), maščevje, žilno in krvotvorno tkivo; sarkomi lahko vzniknejo iz kateregakoli od njih. Niso pa vsi raki mezodermalnega izvora sarkomi – izjemi sta rak hematopoetskih celic, ki ga uvrščamo med limfome in levkemije, ter
rak mezotelijskih celic (tumorji poprsnice ali potrebušnice).
V osnovi jih delimo na mehkotkivne in kostne, v nekaterih primerih se pojavljajo tudi v področju sečil in spolovil (urogenitalni trakt) in v področju želodca in črevesja (gastrointestinalni trakt). Poznamo več kot 70 histoloških podtipov sarkomov. Sarkomi so primarne rakave novotvorbe vezivnega tkiva, kar pomeni, da izvirajo iz celic tega tkiva. Obstajajo tudi sekundarni rakavi tumorji vezivnega tkiva, ki prvotno izvirajo iz drugih tkiv (na primer tkiva pljuč, dojke ali obsečnice) in zasevajo v vezivno tkivo.
Gre za sorazmerno redke vrste raka − čeprav mezenhimska tkiva (mehka tkiva in kosti) obsegajo tri četrtine mase telesa, predstavljajo tumorji teh tkiv le približno 1 % vseh rakavih tumorjev odraslih in približno 15 % vseh malignih tumorjev otrok.
Temelj zdravljenja je običajno kirurški izrez tumorja. Uporabljata se tudi sistemsko zdravljenje in obsevanje.
Beseda sarkom izhaja iz grške besede σάρκωμα sarkōma 'mesnat izrastek', kar je izpeljano iz besede σάρξ sarx v pomenu 'meso'.

## Razvrščanje
Sarkomi se v osnovi delijo na dve poglavitni skupini: kostne sarkome in mehkotkivne sarkome, vsaka od skupin pa ima številne podtipe. Načeloma mehkotkivne sarkoma dalje razvrščamo glede na zrelo tkivo, kateremu so podobni, kostne pa na matriks, ki ga proizvajajo.
Ameriško združenje za raka AJCC (American Joint Committee on Cancer) izdaja smernice za razvrščanje sarkomov, in sicer jih razvršča v naslednje podtipe:

### Podtipi kostnih sarkomov
- osteosarkom
- hondrosarkom
- slabo diferencirani okroglocelični/vretenastocelični tumorji (zajema tudi Ewingov sarkom)
- hemangioendoteliom
- angiosarkom
- fibrosarkom/miofibrosarkom
- hordom
- adamantinom
- drugi:
  - liposarkom
  - leiomiosarkom
  - maligni tumor ovojnice perifernega živca
  - rabdomiosarkom
  - sinovijski sarkom
  - maligni solitarni fibrozni tumor[14]

### Podtipi mehkotkivnih sarkomov
- liposarkom (zajema: atipični lipomatozni tumor/dobro diferenciran liposarkom, dediferenciran liposarkom, dediferenciran liposarkom, miksoidni liposarkom, pleomorfni liposarkom in miksoidni pleomorfni liposarkom)
- atipični lipomatozni tumor
- protuberantni dermatofibrosarkom (vključno s pigmentiranimi različicami)
- fibrosarkomatozni protuberantni dermatofibrosarkom
- gigantocelularni fibroblastom
- maligni solitarni fibrozni tumor
- vnetni miofibroblastni tumor
- miofibroblastni sarkom nizke stopnje
- fibrosarkom (vključno s sklerotizirajočo epitelioidno različico in različico pri odraslih)
- miksofribrosarkom (prej imenovan miksoidni maligni fibrozni histiocitom)
- fibromiksoidni sarkom nizke stopnje
- velikocelični tumor mehkih tkiv
- leiomiosarkom
- maligni glomusni tumor
- rabdomiosarkom (zajema naslednje različice: embrionalni, alveolarni, pleomorfni in vretenastocelični/sklerozirajoči)
- hemangioendoteliom (zajema naslednje različice: retiformni, psevdomiogeni in epitelioidni)
- mehkotkivni angiosarkom
- ekstraskeletni osteosarkom
- maligni gastrointestinalni stromalni tumor (GIST)
- maligni tumor ovojnice perifernega živca (vključno z epitelioidno različico)
- maligni Triton tumor
- maligni granularnocelični tumor (granularnocelični mioblastom)
- maligni osifirajoči fibromiksoidni tumor
- neopredeljeni stromalni sarkom
- mioepitelijski karcinom
- maligni fosfaturični mezenhimski tumor
- sinovijski sarkom (zajema naslednje različice: vretenastocelični, bifazni in neopredeljeni)
- epitelioidni sarkom
- alveolarni soft part sarkom
- svetlocelični sarkom mehkih tkiv
- ekstraskeletni mikoidni hondrosarkom
- ekstraskeletni Ewingov sarkom
- sarkom interdigitatnih dendritičnih celic
- dezmoplastični drobnocelični okroglocelični tumor
- ekstrarenalni rabdoidni tumor
- neopredeljeni perivaskularni epitelioidnocelični tumor
- intimalni sarkom
- nediferenciran vretenastocelični sarkom
- nediferenciran pleomorfni sarkom
- nediferenciran okroglocelični sarkom
- nediferenciran epitelioidni sarkom
- neopredeljen nediferenciran sarkom[14]

Sarkome poimenujemo po smeri njihove diferenciacije, in ne po mestu njihovega nastanka. Zato se lahko na primer liposarkom pojavi v skeletni mišici, rabdomiosarkom v obnosnih votlinah in podobno.

## Znaki in simptomi
Kostni sarkomi se značilno kažejo z bolečinami v kosteh, zlasti ponoči, ter z otekanjem v predelu, kjer se tumor nahaja. Bolezen se lahko pokaže tudi s patološkim zlomom kosti.
Simptomi mehkotkivnih sarkomov so različni, pogosto pa se kažejo kot čvrste, neboleče zatrdline ali vozliči. Bolečina ni tipičen simptom; njena prisotnost lahko kaže na hitro rast tumorja in s tem slabo prognozo. Z napredovanjem tumorja se pojavijo simptomi in znaki prizadetosti sosednjih organov, kot so živci, žile, kosti, parenhimski in votli organi. Gastrointestinalni stromalni tumorji, podtip mehkotkivnih tumorjev, so pogostoma brezsimptomni, lahko pa so povezani z bolečino v trebuhu, občutkom polnosti in drugimi znaki in simptomi obstrukcije črevesa.

## Vzroki in dejavniki tveganja

### Kostni sarkomi
V večini primerov vzrok nastanka kostnega sarkoma ni poznan, so pa nekateri dejavniki povezani s povečanim tveganjem za njegov nastanek. Eden od dejavnikov tveganja je izpostavljenost ionizirajočemu sevanju, na primer obsevalnem zdravljenju v preteklosti. Terapevtsko obsevanje je povezano s pojavom sarkoma v obdobju 10 do 20 let po izpostavljenosti. Mole removal in irradiated tissue may stimulate a sarcoma secondary to healing. Tudi izpostavljenost alkilirajočim citostatikom, vrsti protirakavih zdravil, lahko poveča tveganje za pojav kostnega sarkoma. Tudi določeni prirojeni genetski sindromi, kot so Li-Fraumenijev sidrom, dedne mutacije gena RB1 in Pagetova bolezen kosti, so povezani s povečanim tveganjem za nastanek kostnega sarkoma.

### Mehkotkivni sarkomi
Večina mehkotkivnih sarkomov je posledica sporadičnih (naključnih) genetskih mutacij v bolnikovih celicah. Obstajajo pa nekateri dejavniki, povezani s povečanim tveganjem na njegov nastanek. Eden od dejavnikov je izpostavljenost ionizirajočemu sevanju (kot pri kostnih sarkomih). Izpostavljenost vinilkloridu (na primer iz par, ki nastajajo v proizvodnji polivinilklorida), arzenu in torotrastu je povezana s povečanim tveganjem za nastanekangiosarkoma.  Tudi limfedem, ki je lahko posledica na primer določenih oblik zdravljenja raka dosjke, je dejavnik tveganja za pojav angiosarkoma. Kot pri kostnih sarkomih so tudi pri mehkotkivnih sarkomih določeni podedovani genetski sindromi (na primer Li-Fraumenijev sidrom, dedne mutacije gena RB1, družinska adenomatozna polipoza, nevrofibromatoza tipa I ...) povezani s povečanim tveganjem. Kaposijev sarkom povzroča humani herpesvirus 8 (HHV-8).

## Mehanizmi nastanka
Mehanizmi preobrazbe zdravih celic v rakave so podrobneje opisani v drugih člankih (glej strani rak (bolezen) in rakava celica). Natančne molekularne spremembe v celicah, iz katerih vznikne sarkom, niso vedno poznane, vendar so nekateri podtipi sarkoma povezani z določenimi celičnimi genetskimi mutacijami, na primer:
- večina primerov Ewingovega sarkoma je povezana s kromosomsko translokacijo, pri kateri je delček kromosoma 11 spojen z delčkom kromosoma 22.[3] Posledično pride do spojitve gena EWG z drugimi geni; v 90 % z genom FLI1, v 5–10 % pa z genom ERG.[3] Zaradi takšne fuzije genov nastajajo v celicah nenormalne beljakovine, vendar pa ni točno znano, kako takšne nenormalne beljakovine vodijo v pojav raka;[3]
- protuberantni dermatofibrosarkom je pogosto povezan s kromosomsko translokacijo, pri kateri je gen COL1A1 spojen z genom PDGFRB.[7] Posledično pride do prekomerne aktivacije signalne poti PDGF, kar verjetno spodbuja delitev celic in naposled vodi v razvoj tumorja;[7]
- vnetni miofibroblastni tumor je pogosto povezan s preureditvami gena ALK, mestoma pa tudi s preureditvami gena HMGA2;[7]
- gigantocelularni tumor mehkih tkiv je pogosto povezan s kromosomsko translokacijo  med kromosomom 1 in kromosomom 2, pri čemer pride do fuzije genov CSF1 in COL6A3.[7] Posledica je povečana proizvodnja beljakovine CSF1, ki naj bi imela vlogo v nastanku tumorja;[7]
- številni primeri liposarkoma so povezani s podvojitvijo dela kromosoma 12, kar povzroči nastanek dodatnih kopij znanih onkogenov, kot so CDK4, MDM2 in HMGA2.[7]

## Diagnostika

### Kostni sarkomi
Diagnostika kostnih sarkomov se začne z odvzemom natančne anamneze in telesnim pregledom, ki lahko pokažeta na znake in simptome bolezni. Laboratorijska diagnostika pri kostnih sarkomin običajno ni v pomoč, vendar pa so lahko nekateri podtipi kostnega sarkoma (kot je osteosarkom) povezani s povečanimi vrednostmi alkalne fosfataze, nekateri podtipi (na primer Ewingov sarkom) pa s povečano hitrostjo sedimentacije eritrocitov. Noben laboratorijski izvid pa ni specifičen za kostne sarkome, saj so lahko povišane vrednosti omenjenih parametrov povezane s številnimi drugimi boleznimi. Ključno vlogo v diagnostiki imajo slikovne metode. Prva preiskava za oceno prizadete kosti je običajno rentgensko slikanje. Kostni sarkom se na rentgenski sliki kaže kot lezija z z iregularnimi in slabo opredeljenimi robovi, razkrojem kosti s prehodno široko cono ter maligno tvorbo nove kostnine pod pokostnico. Lokalno stanje se lahko natančneje oceni s CT in MRI preiskavo; ti metodi se običajno ne uporabita za začetno diagnozo, temveč kot pomoč za določanje stadija bolezni. Za postavitev dokončne diagnoze je treba opraviti biopsijo prizadetega tkiva, katerega pregled mora opraviti izkušen patolog.

### Mehkotkivni sarkomi
Tudi diagnostika mehkotkivnih sarkomov se začne z odvzemom natančne anamneze in telesnim pregledom. Za slikovno diagnostiko se lahko uporabi CT ali MRI, pri čemer je CT običajno boljša metoda pri tumorjih v prsnem košu, trebuhu in retroperitonealnem prostoru. V diagnostiki je lahko uporabna tudi pozitronska izsevna (emisijska) tomografija (PET), vendar se pogosteje uporablja pri določanju stadija bolezni. Kot pri kostnih sarkomih je tudi pri sarkomih mehkih tkiv za dokončno postavitev diagnoze potrebna biosija tumorskega tkiva, ki ga histološko ovrednosti izkušen patolog.

### Določanje stadija
Določanje stadija raka pomeni stopnjo napredovalosti bolezni in temelji na dejavnikih, kot so velikost tumorja in prisotnost ali odsotnost zasevkov ... Določitev stadija je pomembna zato, ker je stadij rakave bolezni povezan s pričakovanimi izidi oziroma prognozo, pa tudi na izbor čim učinkovitejšega zdravljenja.
Pri sarkomih stadij bolezni določimo na podlagi histološke stopnje malignosti oziroma gradusa (G), velikosti in lege tumorja (T) ter prisotnosti zasevkov v območnih bezgavkah (N) in v oddaljenih organih (M). Glede na vse štiri parametre se nato določi stadij od I do IV.
Pri določanju stadija sarkoma so pomembne slikovne diagnostike, na primer CT ali MRI za opredelitev primarnega tumorja ter CT slikanje s kontrastom za določanje morebitnih zasevkov.

### Stopnja malignosti (gradus)
Kot pri nekaterih drugih vrstah raka se tudi pri sarkomih določa histološka stopnja malignosti oziroma gradus, in sicer glede na histološke lastnosti tumorskih celic, opredeljene pod mikroskopom. Histološka stopnja je lahko nizka, srednja ali visoka. Nekateri sarkomi so že po definiciji visoko ali nizko maligni, pri drugih pa stopnjo malignosti določimo na podlagi stopnje diferenciacije, mitotske aktivnosti in prisotnosti nekroz.
Na splošno gradus pomeni, kako agresiven je rak in kakšna je verjetnost, da se bo razširil oziroma zaseval v druge predele telesa. Sarkomi nizke stopnje imajo boljšo prognozo in jih pogosto zdravijo le kirurško (z izrezom), lahko se pa kirurško zdravljenje kombinira tudi z obsevanjem ali kemoterapijo. Sarkomi srednje ali visoke stopnje se običajno zdravijo s kombiniranim zdravljenjem (kirurški poseg in kemoterapija ali obsevanje). Ker je pri sarkomih visoke stopnje tveganje za razsoj po telesu večje, se tudi zdravijo bolj agresivno.

## Epidemiologija
Sarkomi so sorazmerno redka oblika rakave bolezni. Pri odraslih predstavljajo manj kot odstotek, pri otrocih pa okoli 15 % vseh malignih tumorjev.  Tveganje za diagnozo pri predhodno zdravi osebi je za kostni sarkom manj kot 0,001-%, za mehkotkivni sarkom pa 0,0014−0,005-%.
V Sloveniji pojavnost mehkotkivnih sarkomov narašča povprečno letno za 1,9 %, medtem ko pri kostnih sarkomih ni opaznega trenda povečanja pojavnosti. Leta 2011 je v Sloveniji za mehkotkivnimi sarkomi zbolelo 66 bolnikov (3,2/100.000 prebivalcev), za kostnimi sarkomi pa 14 bolnikov (0,7/100.000 prebivalcev).
Sarkom se lahko pojavi pri osebah vseh starosti. Okoli 50 % kostnih sarkomov in 20 % mehkotkivnih sarkomov odkrijejo pri bolnikih, mlajših od 35 let. Nekateri podtipi sarkoma, kot so leiomiosarkom, hondrosarkom in gastrointestinalni stromalni tumor (GIST), se pogosteje pojavljajo pri odraslih. Večina kostnih sarkomov visoke stopnje, vključno z Ewingowim sarkomom in osteosarkomom, je veliko pogostejša pri otrocih in mladih odraslih.

## Zdravljenje
Kirurško zdravljenje je najpogostejša oblika zdravljenja večine vrst sarkomov, ki še niso zasevali v druge dele telesa. Osnovno pravilo kirurškega zdravljenja sarkomov je odstranitev tumorja skupaj s širokim varnostnim robom zdravega tkiva vsepovsod okoli tumorja, kar pomaga zmanjšati nevarnost razsoja tumorskih celic med posegom po področju, kjer poteka operacija. 
Ud ohranjajoča operacija lahko dandanes učinkovito nadomesti amputacijo pri vsaj 90 % bolnikov s sarkomom v predelu roke ali noge. Dodatne oblike zdravljenja, zlasti kemoterapija, obsevanje ali protonsko zdravljenje, se lahko uporabijo pred kirurškim izrezom (predoperativno ali neoadjuvantno zdravljenje) ali po njem (adjuvantno zdravljenje). Uporaba kemoterapije v predoperativnem ali adjuvantnem zdravljenju lahko znatno izboljša prognozo bolezni pri številnih bolnikih s sarkomom. Zdravljenje je lahko dolgotrajno in naporno; pri številnih bolnikih traja okoli enega leta.
- Zdravljenje liposarkoma zajema praviloma kirurški izrez; kot dopolnilno zdravljenje se lahko uporabi obsevanje, zdravljenje s kemoterapijo pa se uporablja le v okviru kliničnih raziskav.[29]
- Rabdomiosarkom se zdravi operativno, z obsevanjem ali kemoterapijo.[30] Preživetje bolnikov je 50–85-odstotno.[31]
- Pri zdravljenju osteosarkoma se običajno uporabi predoperativno zdravljenje s kemoterapijo, ki mu sledi kirurško zdravljenje.[32][4]